# VASP
VASP(Vienna Ab initio Simulation Package)는 밴더빌트(Vanderbilt) 의사 퍼텐셜(pseudopotentials) 또는 프로젝터 증강 파동 방법 및 평면파 기본 세트를 사용하여 제1원리(ab initio) 양자 역학 계산을 수행하기 위한 패키지이다.
원래 VASP는 밀크 페인(Mike Payne, 당시 MIT)이 작성한 코드를 기반으로 했으며 CASTEP의 기반이기도 했다. 그런 다음 1989년 7월에 위르겐 하프너(Jürgen Hafner)가 오스트리아 빈 대학교로 가져왔다. 주요 프로그램은 1993년 1월 재료물리연구소(Institut für Materialphysik) 그룹에 합류한 위르겐 퍼스뮬러(Jürgen Furthmüller)와 조지 크레스(Georg Kresse)가 작성했다. VASP는 현재 조지 크레스가 개발 중이다. 최근 추가된 사항에는 분자 양자 화학에서 자주 사용되는 방법이 주기율표로 확장된 것이 포함된다. VASP는 현재 비엔나 대학과의 소프트웨어 라이센스 계약을 기반으로 전 세계 학계 및 산업계의 1400개 이상의 연구 그룹에서 사용하고 있다.
최신 버전 VASP.6.3.2는 2022년 6월 28일에 출시되었다.

## 같이 보기
- 양자화학 및 고체물리학 소프트웨어 목록